# 汉诺威—柏林高速铁路
漢諾威－柏林高速鐵路是一條連接德國漢諾威和柏林的高速鐵路路線，全長258公里。沃爾夫斯堡－柏林段以全新路線建設，並與柏林－莱尔特铁路平行。
整個漢諾威－柏林高鐵計劃（包括萊爾特鐵路的重組和升級）均為聯邦交通中「德国新建铁路线路」計劃之一。该线路最初源自1980年代西德交通部将ICE服务接入西柏林的计划。1988年9月，东西德政府开始就次进行谈判，后选定对既有柏林－莱尔特铁路进行部分改建和新建平行的最高时速为200km/h的铁路线，原既有线在高速铁路开通后可继续被东德国内列车使用。1990年6月28日两德的交通部长签订关于新建高速线路的协议。两德统一后该线的设计速度被提高至250 km/h。路線於1998年9月15日正式啟用並於20日起投入營運。

## 車站
- 柏林火車總站
- 柏林-斯潘道車站
- 施滕达尔车站
- 沃爾夫斯堡火車總站
- 漢諾威火車總站

### 速度
新線在萊爾特鐵路178公里－118公里標記之間可行駛至每小時250公里。升級路段（萊爾特－沃爾夫斯堡－厄比斯費爾德）按每小時200公里設計。
2001年8月13日，一列ICE S列車在此線上創下每小時393公里的紀錄，是德國鐵路第二高速的記錄。

## 外部連結
- Deutsche Bahn Information brochure (PDF, 20 pages, 3 MB) （德文）